# 巴里布 (電影)

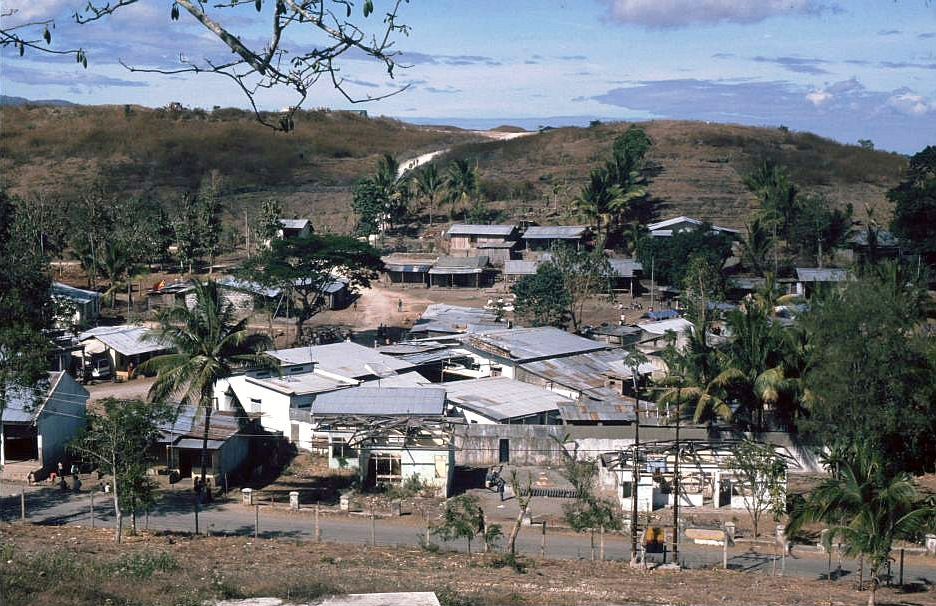
葡萄牙舊堡壘巴里博山

巴里布是一部在2009年由澳洲導演製作的電影。故事敘述1975年印尼入侵東帝汶之際，有5名澳大利亞、英國、新西蘭等等記者，慘遭印尼軍隊槍殺的事件。該影片曾參加墨爾本影展，而且引起爭議，之後在印尼公開放映的一小時前被雅加達政府影片審查局禁播。

## 註
1. ↑  . 中新網. 2009-07-27  [2011-08-03]. （原始内容存档于2020-02-08）.
2. ↑  . 星洲日報. 2009-12-03  [2011-08-03]. （原始内容存档于2020-09-16）.